# Црква Светог пророка Илије у Кијеву
Црква Светог пророка Илије је храм Српске православне цркве који се налази у селу Кијево, у општини Трново, у Републици Српској, БиХ. Припада дабробосанској митрополији, архијерејском намјесништву Сарајевском, а црквеној општини Војковићи.

## Историја
Црква Светог пророка Илије у Кијеву, општина Трново, је вјерски објекат Српске православне цркве, изграђен у периоду после Одбрамбено-отаџбинског рата. Свечани чин освештења нове цркве у сјеверном дијелу општине Трново, обавио је Његово високопреосвештенство митрополит дабробосански господин Николај у недјељу, 3. августа 2008. године. Храм Светог пророка Илије, је једини православни објекат у сјеверном дијелу општине Трново, а сама градња храма у Кијеву, почела је 2004. године.
Храм је изграђен захваљујући помоћи Секретаријата за вјере Републике Српске, Града Источно Сарајево, општина Трново и Источна Илиџа, те донацијама приватних предузећа и прилозима вјерника Парохије војковићке, којој и сам храм припада.